# Золотые-Оболенские
Не путать с княжеским родом Щепиных-Ростовких
Золотые-Оболенские или Щепины-Золотые-Оболенские — небольшая угасшая ветвь русского княжеского рода Щепиных-Оболенских, Рюриковичи, одна из множества ветвей князей Оболенских. Происходят от имевшего прозвище Золотой князя Ивана Дмитриевича Щепина (XIX колено от Рюрика), сына родоначальника князей Щепины-Оболенские Дмитрия Семёновича Оболенского-Щепы. Род внесён в Бархатную книгу.

## Иван Дмитриевич Щепин-Золотой-Оболенский
Основатель рода. О его ратной службе сохранились некоторые сведения. Во втором Смоленском походе первый воевода Передового полка на реке Угре (1513). Вместе с князем Андреем Михайловичем Курбским — воевода в правой руке в Туле (1514). Воевода левой руке на Вашане (1515).

## Андрей Иванович Щепин-Золотой-Оболенский
Сын основателя рода, воевода, но его службе сведений не сохранилось. Умер († 1538/39), согласно писцовой книге (1539—1540), где говорится о наследовании принадлежащих ему поместий 2-х сёл и одного сельца с деревнями в Тверском уезде, на которые он имел царские грамоты и которые перешли после его смерти, сыну Ивану Андреевичу, за исключением части их, отданных его вдове княгине Анне (1547).
Жена Анна, в монашестве Евдокия, поручила старице Новодевичьего монастыря, в котором была сама, Евпраксии Серебряной продать её поместья в Тверском уезде.

## Иван Андреевич Щепин-Золотой-Оболенский
Третий и последний представитель рода имел прозвище ‘’Хорхора’’. В Ливонском походе к Юрьеву первый воевода передового полка, князя Петра Ивановича Горенского (1560), начальствуя служилыми людьми из Городца и людьми касимовского хана Шах-Али. После взятия Виляна был отпущен воеводой к Кеси.
Воевода в Алысте (1563, 1564 и 1566), в Болхове (1565). Ему было приказано с князем Василием Семёновичем Серебряным идти в левой руке на соединение с другими воеводами. В «тайной росписи» он должен был идти навстречу Ивану Васильевичу, а затем остаться в сторожевом полку на берегу Оки. Болхов был осажден (7 октября 1565) войсками и артиллерией крымского хана Девлет Гирея, князь совершал вылазки из города, поймав «языков» и не давая сжечь ближние дома посада.
В конце XVI столетия владел вместе с матерью, княгиней Анной, поместьями в Тверском уезде.